# Biffeche
Biffeche (Bifeche) est, dès le XVIIe siècle, le nom  pour une île de taille moyenne (Isle de Bifeche) dans le delta du fleuve Sénégal, approximativement deux lieues en amont de l'île de N'Dar sur laquelle Saint-Louis a été fondée.
En 1843, le Penny Cyclopædia of the Society for the Diffusion of Useful Knowledge l'a ainsi décrite: « entirely covered with wood, and in the wet season a great portion of them is laid under water.» ( « entièrement couverte du bois, et dans la saison des pluies une grande partie [...des îles...] est sous l'eau. ») 
Actuellement, cette section du fleuve forme la frontière entre la Mauritanie et le Sénégal. On peut voir l'île sur la carte  - une de ses villes principales Maka  est clairement marquée.  Une carte contemporaine  montre N'Dar sous son ancien nom Isle S. Loüis et l'inscription Pointe de tête de Bifeche est lisible.  Sur l'île, l'on a écrit Emboulan qui semble être une variante européenne d'un nom de ville indigène M'Boubène.  On peut lire Bifeche du haut de la carte .
Il existe dans la région de nombreuses ethnies dont les poular (ou peul), les Sérères, les wolof et les maures.  Le secteur agricole emploie à peu près 70 % de la population sénégalaise. La Ferté-Macé était jumelée à la ville principale de la région, Savoigne, où se trouve SOCAS, usine de traitement de la tomate industrielle. L'Islam est la religion dominante, mais un grand nombre de Sénégalais pratiquent le christianisme ou une religion traditionnelle. 
Au cours du XVIIe siècle, le Petit Brak est « un dignitaire important du Waalo qui réside habituellement au village de Maka (25 km environ au NNE de St-Louis, sur le cours principal du Sénégal).  Selon Lacourbe, la province par le Petit-Brak s’appelait Gangueul (selon les sources, Biffeche) ; le Petit Brak était considéré comme héritier présomptif et dépendait en partie du roi du Kajoor. À propos de ce notable, Labat signale sa dépendance à l’égard du Damel : Ce prince ne cesse pas d’être Feudataire du Roy de Cajor, à cause du Seigneurie ou Principauté nommée Gangueul, situé auprès de Bieurt, qu’il tient de luy. Il y va quelquefois, mais sa résidence ordinaire est à Maca, gros village dans l’Isle de Bifeche ».
Parfois, le Petit Brak était tributaire à Waalo (Oualo), d'autres fois il s'est allié à Béquio.  Dans les Années 1720, le Brak de Waalo s'appelait  Yérim M'Bagnick et Béquio Malicouri, roi du Royaume d'Oral, était son vassal.

### Ouvrages de référence
- Boubacar Barry, Le royaume du Waalo - Le Senegal avant la conquête. Karthala, 1985.
- Becker, Charles et Martin, Victor.  Journal Historique et Suitte du Journal Historique (1729-1731) 39.2 (1977): 223-289.
- Cultru, Pierre.  Le premier voyage du Sieur de La Courbe fait à la Coste d'Afrique en 1685. Paris: Larose, 1913.
- Encyclopedie, dictionnaire raisonné des sciences, des arts et des métiers, par une société de gens de lettres, mis en ordre et publié par Mr. * * *, tome quinzieme. Neufchastel, France: Samuel Faulche, 1765. Fac-similé
- Knight, Charles. The Penny Cyclopædia of the Society for the Diffusion of Useful Knowledge, Vol. XXI. London, 1843: 231. Dans le domaine public
- Jean-Baptiste Labat, Nouvelle Relation de l’Afrique occidentale.  Paris: Cavelier, 1727. t. 2, p. 174.
- Thésée, Françoise. Actes du colloque de Nantes, tome I. 1988. 223-245. .
- Thilmans, Guy, Les planches sénégalaises et mauritaniennes des “Atlas Vingboons” , Bulletin de l'IFAN, B. t. 37.1 (1975): 106-109.

### Cartes manuscrites
- Cours de la rivière de Sanaga ou Sénégal depuis son embouchure jusqu'à l'île de Bilbas / Suite du cours de la rivière de Sénégal depuis l'isle de Bilbas jusqu'au sault du Rocherde Govina / levé par un ingénieur francois, 1718. BNF
- Carte de la rivière du Sénégal depuis la Barre jusqu'au Panier Foule des petites rivières et marigots qui en dérivent avec les noms des villages qui sont au bord, fait au Sénégal, 1720. BNF
- Anville, Jean-Baptiste Bourguignon, Carte manuscrite de la côte d'Afrique aux environs de Gorée et de la rivière du Sénégal depuis Cagneux jusqu'à son embouchure. 1724. BNF